# Kosovo de Nord

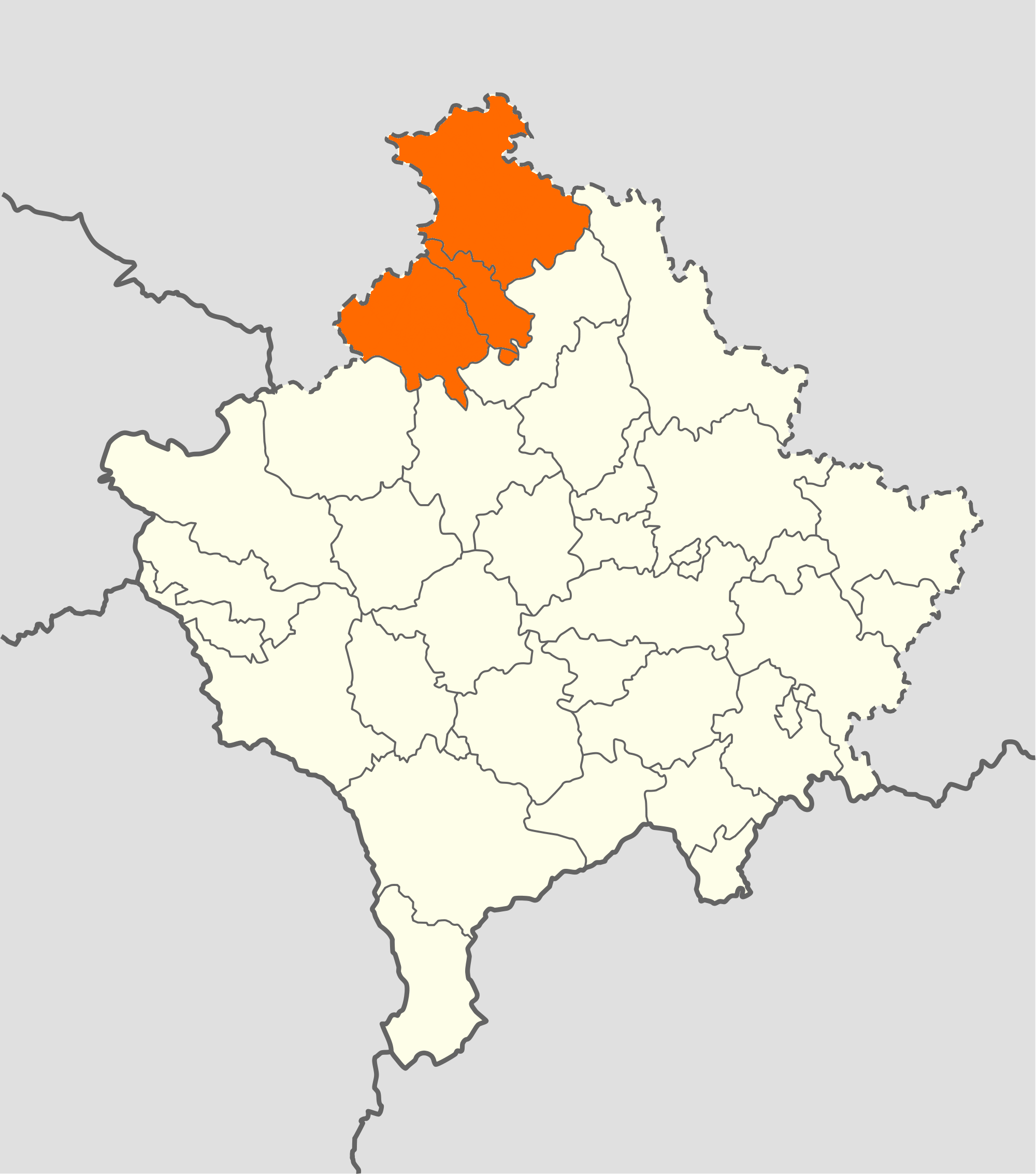
Partea de nord a provinciei Kosovo în portocaliu în cadrul Serbiei. Râul Ibar separă orașul Kosovska Mitrovica.

Kosovo de Nord (în sârbă Северно Косово, cu alfabetul latin: Severno Kosovo; în albaneză Kosova Veriore) este numele neoficial al unei regiunii situate în partea nordică a provinciei Kosovo cu o populație majoritară sârbă care este guvernată în mare parte independent de restul teritoriului disputat care are o majoritate albaneză. Denumirea de Kolașinul Ibarului (în sârbă Ибарски Колашин, cu alfabetul latin: Ibarski Kolašin; în albaneză Kollashini i Ibrit) este un toponim datat dinaintea partiției politice, se referă de asemenea la această regiune.
Kosovo este subiectul unui statul constituțional contestat: este definit de Rezoluția 1244, ca parte a RFI (fiind o provincie autonomă a republicii constituente a republicii Serbia) sub administrația interimară a Națiunilor Unite dar guvernul provizoriu a declarat unilateral independența la 18 februarie 2008 și a fost recunoscută parțial. Majoritatea instituțiilor sârbe refuză să o recunoască, continuând să susțină că teritoriul face parte din Serbia. In schimb instituțiile kosovare susțin că întregul teritoriu este guvernat indiferent de guvernul provizoriu instituit de sârbi. Întregul teritoriu se află sub control efectiv a forțelor NATO care asigură securitatea față de amenințările interne și externe.
Kosovo de Nord este de departe cea mai mare zonă dominată de sârbii din Kosovo iar spre deosebire de celelalte se învecinează direct cu Serbia Centrală. Acest lucru a facilitat abilitatea sa de a se guverna aproape complet independent de instituțiile din Kosovo într-o stare de facto al partiției. Deși procesul de statut al provinciei Kosovo a exclus în mod repetat formalizarea partiției ca soluție permanentă, acesta aflându-se în discuție pentru ieșirea din impas.

## Geografie
Kosovo de Nord este alcătuit din regiunea care cuprinde municipiile Leposavić, Zvečan și Zubin Potok și o parte relativ mică din Kosovska Mitrovica. Acesta din urmă include acele părți ale orașului Mitrovica, care sunt corespunzătoare pe malul nordic al râului Ibar. Cuprinde o suprafață de 1.200 km² sau 11% din teritoriul provinciei. Datorită frontierei cu Serbia Centrală, partea de nord a provinciei Kosovo nu este, strict vorbind, o „enclavă sârbă” sau „exclavă sârbă”.
Kosovo de Nord este bogat în minerale, fiind cunoscută odinioară mina Trepča.
Părțile Kosovo de Nord sunt:
- Leposavić
- Zvečan
- Zubin Potok
- Nordul Kosovska Mitrovica

## Istorie
Partea de nord a provinciei Kosovo a fost populată de triburile tracice și ilirice înainte de a fi cucerit de romani în secolul I d.Hr. Regiunea era cunoscută cu numele Dardania, după ce un trib traco-iliric se așezase în acea regiune. În 284, Dardania a devenit provincie a Imperiului Roman iar ulterior a Imperiului Bizantin în 395 d.Hr. Între secolele V-VII, în timpul migrației popoarelor, slavii au ocupat teritoriul și s-au amestecat cu autohtonii (traci și iliri), din această sinteză formându-se poporul sârb. În secolul XI a fost cucerit complet de statul sârb Rașka, transformat în regat în 1217 și țarat în 1346. Odată cu prăbușirea sa în feudalismul în anii 1370, partea de nord a provinciei Kosovo a aparținut Casei de Lazarevici și în 1402 integrată în despotat. Bogăția surselor de ape minerale a fost descoperită și exploatată pentru prima dată de către boierii sârbi. După 1455, otomanii au cucerit regiunea și au integrat-o în provincia Rumelia.

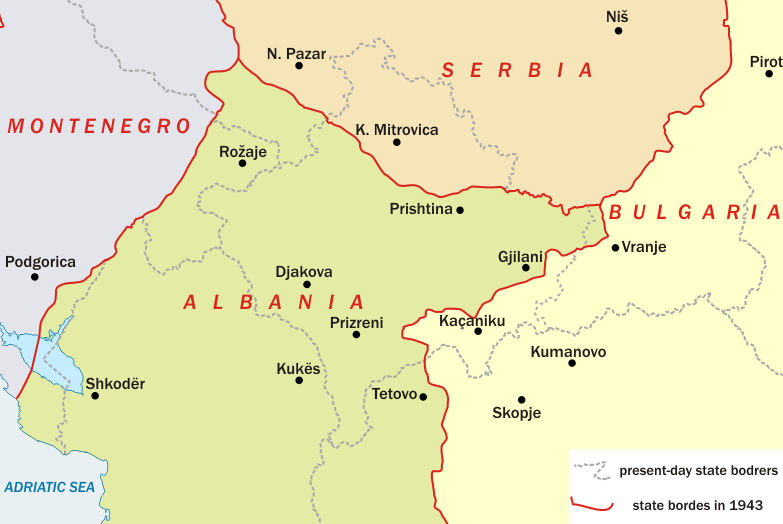
Kosovo de Nord în 1941

De-a lungul istoriei noul imperiu a populat regiunea cu religia și cultura islamică, inclusiv popularea turcilor, albanezilor și a altor popoare printre sârbii ortodocși. Între 1689 și 1690 habsburgii au reușit să preia controlul asupra regiunii cu ajutorul sârbilor răsculați. În secolul XIX a fost creat Vilaietul Kosovo în timpul restructurării otomane. A devenit unul dintre centrele culturii sârbești în tărâmul otoman. Congresul de la Berlin din 1878 Kosovo de Nord a trecut sub administrația noului Principat al Serbiei, care a recăpătat teritoriul după aproape cinci secole urmat apoi de înfrângerea otomanilor de către Liga Balcanică în timpul Primului Război Balcanic în 1912.
Între 1915 și 1918 a fost pentru scurt timp sub ocupația Puterilor Centrale în timpul primului război mondial, după care a fost restaurat la un regat unificat al sârbilor, croaților și slovenilor. Inițial făcea parte din Districtul Zvecan, dar în 1922, o nouă divizie unitariană administrativă a fost adoptată și cea mai mare parte a devenit o parte a Zonei Rașka. În 1929, numele de Regat a fost redenumit în Iugoslavia iar Kosovo de Nord a devenit parte din Banovina Zeta. În timpul celui de-Al Doilea Război Mondial, după ocupația Puterilor Axei în 1941, mare parte din Kosovo de Nord se afla sub regimul dictatorial al lui Milan Nedici. Cetnicii erau prezenți in regiune, dar a fost complet eliberat de partizanii iugoslavi în 1945, devenind o parte a Unității Federale a Serbiei în cadrul unei Iugoslavii Democratice. În 1959, s-a decis să consolideze eliminarea elementul sârbesc din regiunea autonomă Kosovo-Metohia, astfel încât zona care cuprinde azi Kosovo de Nord să fie anexat. Odată cu alipirile și modificările structurale la sfârșitul anilor 1960 și începutul anilor 1970, partea de nord a provinciei Kosovo a trecut sub administrația directă a Priștinei, influența Belgradului scăzând treptat.
Controlul Serbiei asupra provinciei a fost restaurată în 1989 și 1990. După campania NATO de bombardare din 1999, provincia Kosovo trecut sub administrație internațională și, practic, întregul control al Serbiei asupra acesteia a dispărut.
Orașul Zvečan are un mare patrimoniului istoric la fel și partea nordică a orașului Kosovska Mitrovica.